# 威廉·莱赫穆斯维尔塔
威廉·莱赫穆斯维尔塔（芬蘭語：Vilhelm Lehmusvirta，1889年11月20日—1952年4月17日），芬兰男子摔跤运动员。他曾代表芬兰参加世界摔跤锦标赛，获得一枚铜牌。他也曾参加1912年夏季奥林匹克运动会。